# Silo à céréales de Strasbourg
Le silo à céréales de Strasbourg est un monument historique situé à Strasbourg, dans le département français du Bas-Rhin.

## Localisation
Ce bâtiment est situé au 9, rue de la Minoterie à Strasbourg.

## Historique
L'édifice fait l'objet d'une inscription au titre des monuments historiques depuis 1995. Son inscription (postérieure au permis de démolir) n'a pas pu empêcher sa destruction en mai 1996.